# Elektroenkefalográfia
Az elektroenkefalográfia (EEG) tágabb értelemben véve egy pszichofiziológiai mérőeljárás, melynek segítségével a pszichés működés élettani hátterét vizsgálhatjuk meg; szűkebb értelemben az elektroenkefalográf egy elektrofiziológiai mérőeszköz, mely az idegsejtek elektromos aktivitásának regisztrálására szolgál valós időben. Az EEG-vel elvezethető jel az elektroenkefalogram, amely egy komplex, több komponensű periodikus görbeként írható le.

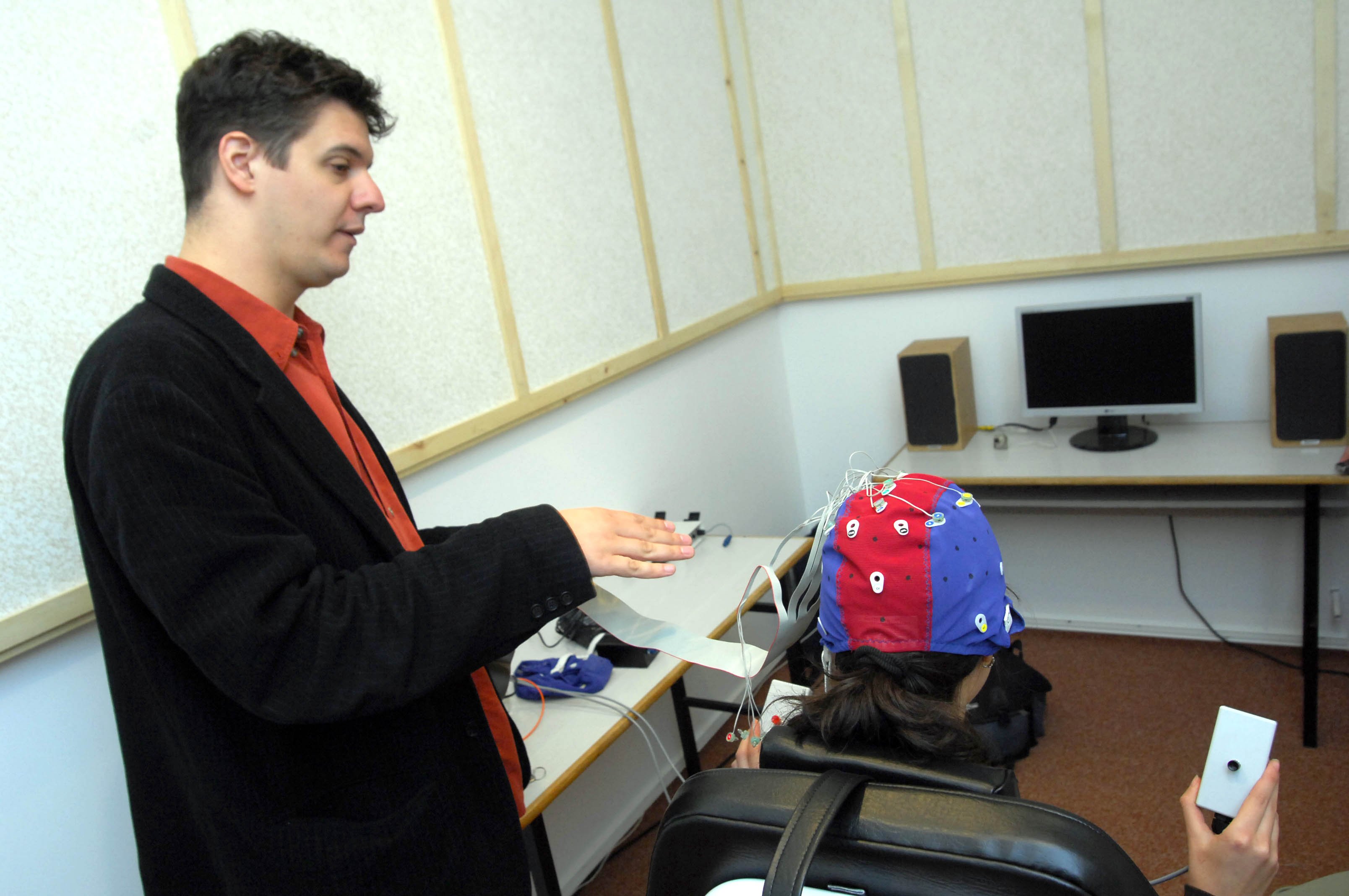
Bemutató a SZTE Pszichológiai Intézet Grastyán Endre EEG laboratóriumában

## Történeti háttér
Az elektromos agystimulációval történő agyi funkciók lokalizálásának fordulópontját Gustav Fritsch és Eduard Hitzig (német természettudósok) 1870-ben megjelenő publikációja jelentette, amelyben leírták, hogy kutyák agykérgének egy részét stimulálva mozgást indukáltak az állatokban. 1875-ben Richard Caton (brit fiziológus) elektromos aktivitást vezetett el majmok és nyulak agyából, amikor fényingerrel kísérletezve kimutatta, hogy az ingerlés hatására az idegsejtek elektromos aktivitása megváltozott; az elektromos feszültséget galvanométerrel regisztrálta. 1929-ben Hans Berger (osztrák pszichiáter) megalkotta az EEG-t - az emberi fejbőrre helyezett elektromos rögzítő berendezés segítségével arra kereste a választ, hogy a különböző pszichológiai állapotok és fiziológiai állapotok között milyen kapcsolat áll fenn. Berger nevéhez köthető az első alvási görbék regisztrálása; az alfa és béta aktivitás leírása; vizsgálta a hypoxia hatását az agyműködésre, valamint agyi rendellenességekhez köthető betegséget is lokalizált, ugyanakkor az EEG rutinszerű használata csak az 1930-as évektől terjedt el.

## Az EEG regisztrálása
Az elektroenkefalogram regisztrálásának két módja lehetséges. Az egyik egy invazív eljárás, melynek során a koponyán át fúrt lyukon keresztül néhány mikron csúcsátmérőjű mikroelektródát helyeznek el az agyszövetben. Ezt a módszert általában állatkísérletek során alkalmazzák, bár manapság egyre gyakrabban használják embereken is, főleg epilepsziás betegeknél az operáció előtt az epilepsziás góc pontos beazonosítására. Ilyenkor a kemény agyhártyába (dura mater) helyezik el az elektródákat. Ezt az eljárást elektrokortikográfiának (ECoG/ECG), szubdurális EEG-nek (sdEEG), vagy intracranialis EEG-nek nevezik (icEEG). Az ECG előnye a skalpról elvezetett EEG-vel szemben az, hogy a kis feszültségű, magas frekvenciájú komponensek tisztán elvezethetőek.
A másik, noninvazív technikát általában embereken alkalmazzák, amikor a hajas fejbőrre kis ellenállású, fémből készült makroelektródákat helyeznek el a nemzetközi 10-20-as rendszer szerint.
A nemzetközi 10-20-as rendszer egy standardizált szabvány az elektródák elhelyezését illetően, amely négy anatómiai referenciapontot jelöl ki a skalpon (nasion~orrnyereg, inion~occipitális területen lévő kiemelkedés, és két preauriculárisnpont), és ezen referenciapontok között az elektródákat 10, illetve 20%-os távolsággal helyezik el. A 10-20-as rendszerben az elvezetések helyét nagybetűvel jelölik (F~frontális, P~parietális, C~centrális, T~temporális, O~occipitális), és a betűket követő páros számok a jobb, míg a páratlan számok a bal agyféltekére utalnak, a kis z betű pedig az elvezetés középvonali helyzetére. Ugyanakkor manapság egyre elterjedtebb a módosított 10-10-es rendszer használta, amely esetben az elektródákat 10%-os távolsággal helyezik el a referenciapontoktól.
A vizsgálatok során 31, 63 vagy 123 elektródával dolgoznak, de akár kétszáznál több csatornán is történhet az elvezetés. Csecsemőkön végzett EEG során 21-nél kevesebb elektródát alkalmaznak, melynek száma függ a csecsemő életkorától és fejnagyságától.
Az EEG vizsgálatok alatt mindig két elektróda közötti potenciálkülönbséget mérnek, ahol a mérések lehetnek bipolárisak, amikor a koponya két különböző pontján regisztrált görbét egymáshoz viszonyítva értékelik, és lehetnek unipolárisak, amikor a potenciálváltozásokat egy indifferens vagy inaktív elektróddal felvett görbével hasonlítják össze. Inaktív (referencia) elektródának nevezik azokat az elvezetéseket, amelyek nem közvetítenek idegi aktivitást (a test valamelyik a koponyától távoli pontja, például a fülcimpa), aktívnak pedig azokat, amelyek alatt „EEG-generátor neuronok helyezkednek el”.
Az EEG regisztrálása során az analóg görbéket digitális jellé alakítják át, így matematikai elemzéssel az EEG-görbét különböző frekvenciájú komponensekre bonthatják. A folyamatban meghatározzák az EEG-jel amplitúdóját egy frekvenciatartományban.

## Az EEG mérésének neurális alapja
Az agyi elektromos aktivitás a központi idegrendszer elektrofiziológiás tulajdonságain alapszik. A skalpról elvezetett EEG nagy mennyiségű neuron által generált „összegzett” elektromos aktivitást reprezentál. Az idegsejtekben létrejövő akciós potenciál - amely egy diszkrét elektromos jel - az axonon végigfutva a szinapszisoknál elősegíti különböző neurotranszmitterek felszabadulását. A neurotranszmitterek a preszinaptikus neuronból a szinaptikus résen át a posztszinaptikus sejt dendritjének membránján található receptorokhoz kötődnek. A neurotranszmitterek a posztszinaptikus neuron membránjában újabb akciós potenciált eredményeznek, és ez az extracelluláris posztszinaptikus potenciál az, amely EEG-vel felfogható. Ezek a posztszinaptikus potenciálok hosszabb ideig tartanak, mint az akciós potenciálok, amelyek a minden-vagy-semmi elv alapján működnek, és mivel az EEG-vel fokozatos jellegű változásokat lehet mérni, sokkal valószínűbb, hogy a posztszinaptikus potenciálváltozások állnak az EEG keletkezésének hátterében, semmint az akciós potenciálok. Úgy tűnik, hogy az EEG hullámok az agykéreg felszínéhez képest merőlegesen elhelyezkedő (III., IV., V. réteg) piramissejtek által kibocsátott szinaptikus potenciálváltozások által jönnek létre. Az oszlopokba szerveződő piramissejtek más oszlopokkal oldalirányú kapcsolatot létesítenek, és az EEG szempontjából ezek a vertikális kapcsolatok lesznek meghatározóak.
A felszabaduló neurotranszmitetterek egy része serkentő jellegű: a pozitív töltésű nátriumionok átengedésével depolarizálják a posztszinaptikus neuront (EPSP/EPPs~excitatory postsynaptic potential) – ilyenkor a sejt belseje pozitívabb lesz mint a külseje. A neurotranszmitterek egy másik része pedig gátló jellegű: vagy kiengedik a sejtből a pozitív töltésű káliumionokat, vagy beengedik a sejtbe a negatív töltésű kloridionokat, melynek következtében a sejtmembrán hiperpolarizálódik (IPSP/IPPs~inhibitory postsynaptic potential) – vagyis a posztszinaptikus neuron belseje negatívabb lesz, mint a külseje.

## Különböző éberségi állapotokhoz tartozó frekvencia-spektrumok
A különböző frekvencia és amplitúdó tartományokba eső komponensek jelenlétét az egyén éberségi állapota határozza meg. Általában azt mondhatjuk, hogy fokozott éberség mellett magas frekvenciájú EEG-görbék jellemzőek, alváskor pedig egyre inkább lassuló és nagyobb amplitúdójú delta-hullámok dominálnak. Ugyanakkor, míg fiatal gyerekeknél éber állapotban a lassú hullámok jelenléte normális, addig felnőtteknél az éber állapotban megfigyelhető lassú hullámok kóros folyamatokra utalnak.
Két típusú alvást különböztetünk meg az alvás mélysége, a jellemző agyi elektromos aktivitás és a szemmozgások alapján. Az egyik a NREM (Non Rapid Eye Movement) vagy lassú-hullámú alvás, amely négy fázisra osztható (1., 2., 3. 4. fázis), a másik pedig a REM (Rapid Eye Movement) típusú alvás, amelyet gyors szakkádikus szemmozgások jellemeznek. A REM és NREM alvás az éjszaka folyamán ciklikusan változik: az alvás NREM szakasszal kezdődik, és fokozatosan mélyül, majd kb. 45 perc elteltével felszínesebbé válik. Elalvást követően kb. 90 perccel jelentkezik az első REM szakasz, amely kb. 10-20 percig tart. Az éjszaka előrehaladtával a NREM fázisok rövidülnek, és a kevésbé mély, REM fázisok hosszabbá válnak, de a ciklus kb. 90 perces marad. Egy éjszaka alatt kb. 4-5 ciklus zajlik le.
Az agyi elektromos hullámok mintázata az alvás során a következőképpen alakul: amikor a személy lehunyja a szemét és ellazul, az alfa-hullámok dominálnak, majd az alvás első fázisában (NREM) az EEG-hullámok szabályossága megbomlik, és az alfa-hullám az amplitúdó csökkenésével eltűnik, és a theta-aktivitás válik dominánssá. A NREM második fázisát rövid, 12–16 Hz-es alvási orsók és K-komplexek (időnként megjelenő éles kiemelkedések az agyhullámokban) jellemzik. A NREM alvás harmadik és negyedik szakaszában 1–4 Hz-es, nagy amplitúdójú, kis frekvenciájú delta-hullámok jelennek meg – az alvásból ilyenkor vagyunk a legnehezebben ébreszthetőek. A REM alvásban fűrészfogas (gyors, szabálytalan) EEG hullámok jellemzőek, és az EEG jel deszinkronizációja miatt paradox alvásnak is nevezik.

### Az agyi elektromosság hullámai

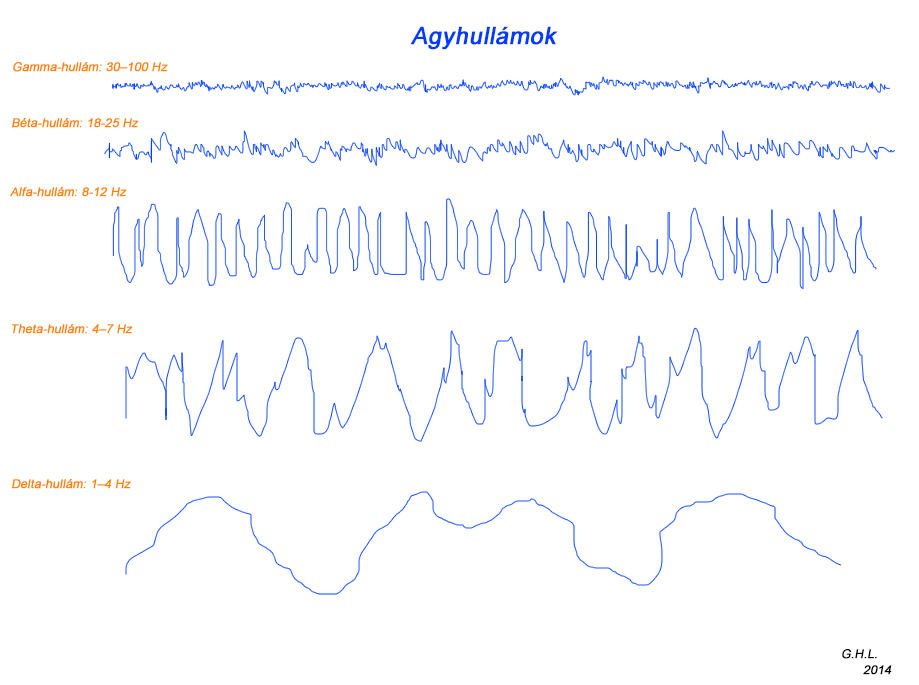
EEG-hullámok

- Delta-hullám – (0,5 – 4 Hz)
- Théta-hullám (wd) – (4–7 Hz)
- Alfa-hullám (wd) – (8–12 Hz)
- Mu-hullám – (7,5 – 12,5 Hz)
- SMR-hullám – (12,5 – 15,5 Hz)
- Béta-hullám (wd) – (15–30 Hz)
- Gamma-hullám – (>30 Hz)

### A különböző állapotokban kimutatható hullámok általános jellemzése
- Delta-hullám: 1–4 Hz-es, nagy amplitúdójú, kis frekvenciájú hullám, főleg a bal oldali temporális kéreg felett domináns. Felnőtteknél mély NREM alvásban jelentkezik, éber állapotban egyes kognitív folyamatok alatt is jellemző – de általában az EEG-regisztrálások kevesebb, mint 1%-t teszik ki. Felnőtteknél a túlzott mértékű delta-aktivitás abnormálisnak számít, valamilyen enkefalopátiára utal. Gyerekeknél 10 éves korig éber állapotban a delta hullámok kevesebb mint 10%-t teszik ki az agyi elektromos aktivitásnak, ami normálisnak számít.
- Théta-hullám: 4–7 Hz-es frekvenciájú, változó amplitúdójú és morfológiájú hullám. Csecsemő-és kisgyermekkorban alvás előtt és alvás alatt jelentkezik; éber állapotban felnőtteknél időszakosan, rendszertelenül fordul elő, főként a frontális, frontocentrális területeken. A frontális területeken elvezethető theta-aktivitás növelhető feszült koncentráció, érzelmek, és mentális feladatok elvégzése közben, valamint hiperventiláció esetén. Feltehetően éber állapotban az emléknyomok konszolidációját reprezentálja. Felnőtteknél, éber állapotban a kontingensen jelentkező theta-aktivitás abnormálisnak tekinthető.
- Mu-hullám: lokalizációját tekintve centrálisan elvezethető alfa-frekvenciájú hullám (általában 8–10 Hz), amely a szenzomotoros kéreg nyugalmi állapotát reprezentálja. Bár hasonlít az alfa-aktivitásra, a mu-hullám nem a szemek felnyitásakor blokkolódik, hanem kontralaterális mozdulatok végrehajtásakor.
- Alfa-hullám: éber állapotban bilaterális posterior területek felől elvezethető 8–12 Hz-es alaphullám, általában az occipitális területek felett magasabb amplitúdóval. Az alfa-ritmus szemcsukáskor, nyugalmi állapotban occipitális területek felett fokozódik. Az alfa-hullám a fejlődés során 3 éves kortól jelenik meg; a hullám amplitúdója változékony, de felnőtteknél általában 50 μV alatti. Mivel az alfa-hullám leginkább a becsukott szemű, de éber nyugalmi állapottal korrelál, azt feltételezik, hogy a vigilitás fokozódásakor a figyelmi folyamatok (különösen a vizuális és mentális erőfeszítések) blokkolják, elnyomják az alfa-aktivitást, és egy kisebb amplitúdójú, nagyobb frekvenciájú hullám lesz a dominánsabb (béta-hullám). Ezt a folyamatot deszinkronizációnak nevezik, általában pedig akkor beszélünk deszinkronizációról ha egy nagyobb amplitúdójú és kisebb frekvenciájú hullámot egy kisebb amplitúdójú de nagyobb frekvenciájú komponens vált fel.
- Béta-hullám: a pontosabb definíció szerint azok a hullámok sorolandóak ebbe a kategóriába, amelyek 13 Hz feletti frekvenciával jellemezhetőek, amplitúdójuk kisebb mint 20 μV. A normál megfigyelt tartomány 18–25 Hz között van, a sávszélesség ritkán haladja meg a 30 Hz-t, dominánsan a frontális kéreg felett jelenik meg. Ha az amplitúdó meghaladja a 25 μV-ot, akkor abnormálisnak tekintjük, valamint ha az amplitúdó mérete több mint 50%-kal csökken, akkor valószínű, hogy az elvezetés alatti szürkeállomány abnormális működése okozza. Éber állapotban nyitott szemmel ez az alapaktivitás, feltehetőleg kognitív folyamatokat jelképez. Szorosan összefügg a motoros viselkedéssel – aktív mozgáskor vagy taktilis ingerléskor általában a béta-aktivitás legátolódik.
- Gamma-hullám: 30–100 Hz közötti hullám, amely feltehetőleg különböző neuropopulációk összeköttetését jelzi az agyi régiók közötti kommunikáció céljából. Jelentéssel bíró ingerek feldolgozásához, egyes kognitív folyamatokhoz és motoros funkciók végrehajtásához köthető.

## Az EEG klinikai használata
Egy rutin klinikai EEG vizsgálat általában 20-30 percet vesz igénybe. Klinikai használatban az EEG-vizsgálatok több területen alkalmazhatóak:
- alkalmas arra, hogy az epilepsziás rohamokat megkülönböztessék más típusú rohamoktól, mint például a pszichogén eredetű vagy migrénes rohamoktól vagy például a szubkortikális mozgás zavaroktól
- epilepsziás rohamok esetén lokalizálhatóvá válik az epileptikus góc forrása, amely így műtéti úton pontosan eltávolíthatóvá válik (ugyanakkor az epilepsziás góc lokalizálására más agyi képalkotó eljárások felhasználása is szükséges MRI, mely megmutatja a góc pontos helyét.
- megkülönböztethetővé teszi az organikus eredetű enkefalopátiát a pszichiátriai eredetű szindrómáktól
- az agyhalál tényének megállapítása
- kómában lévő betegeknél prognosztikai eszközként szolgálhat
- altatás alatt az alvás mélységének monitorozása

Amennyiben a rutin EEG-vizsgálat nem nyújt elegendő információt a differenciál diagnózis megállapításához, szükségszerű lehet, hogy a páciens folyamatos EEG-monitorozásnak vesse alá magát, így ha a páciensnél a megfigyelt idő alatt a normálistól eltérő EEG aktivitás jelentkezik, lehetségessé válik a pontos diagnózis felállítása.

## Jel-zaj viszony
Mivel az idegsejtek elektromos tevékenysége mV (millivolt) nagyságrendű jelként vezethető el, a jelfelerősítés problémájának megoldása alapvető fontosságú. A neuronpopulációk aktivitását tükröző görbében egy-egy inger által előidézett változás nehezen észlelhető, vagyis a jel-zaj viszony rendkívül rossz. További probléma, hogy a jeleket az elektróda és a források között lévő rétegek (fejbőr, koponya, agyhártyák, liquor) csillapítják. A jelfelerősítésnél két szempontot kell figyelembe venni: hogy a jelerősítő mekkora nagyságú bemenő jelre tud reagálni, valamint hogy mekkora frekvenciatartományban tudja a bemenő jelet torzítás nélkül reprodukálni – ezt szűrők segítségével érhetik el, amelynek segítségével a frekvenciatartomány beszűkíthető 0,5 –30 Hz közé. A frekvenciatartományok szűrése történhet high-pass filterrel (alsó értékek szűrése) és low-pass filterrel (magas tartományok szűrése).
Az eseményfüggő potenciálok (EKP/ERP) esetében a jel-zaj viszony javítása érdekében az átlagolási technikát alkalmazzák: ebben az esetben az eseményfüggő potenciált kiváltó stimulust többször megismétlik (ez lehet 100-500 alkalom), majd az így kapott EEG-regisztrátumokat átlagolják. Ehhez feltételeznünk kell, hogy a jel és a zaj lineárisan összegződik a felvett EEG-n, és azt, hogy a zaj eloszlása véletlenszerű, valamint, hogy a jel azonos eseményeknél azonos eloszlású és megközelítőleg azonos nagyságú. Így az ugyanabban az időben jelentkező eseményfüggő potenciálok kiemelkednek, az eseménytől független háttértevékenység pedig kiátlagolódik (véletlenszerű zaj értéke átlagolás után nulla lesz). Az EKP esetében alkalmazhatunk szűrést is a jel-zaj viszony javítására: mivel a kiváltott válaszok általában 0.5–20 Hz közé esnek, így e spektrumon kívüli frekvenciák szűrésével csökkenthetjük a háttérzajt.

## Eseményhez kötött potenciál (EKP/KP-kiváltott potenciál/ERP-event related potencial)
Az eseményfüggő potenciálok specifikus motoros, szenzoros és kognitív folyamatokkal állnak összefüggésben. Az EKP-k vizsgálatával képet nyerhetünk arról, hogy mely agyi területek (anatómiai) felelősek egyes funkciókért, hogy az egyes komponensek milyen helyzetekben váltódnak ki, vagyis arról, hogy az eseményfüggő potenciálok milyen viselkedéses vagy kognitív folyamat eredményeképpen jött létre.
A komponenseket a klasszikus elméletek exogén és endogén csoportokra bontja. Az exogén (szenzoros) komponensek az eseményt követő rövid latenciával jelentkeznek, az inger fizikai jellemzőivel kapcsolatos változásoktól függnek. Az endogén (kognitív) komponensek latenciája hosszabb, a bejövő információ magasabb szintű feldolgozásával kapcsolatosak, megjelenhetnek külső ingerlés nélkül is, és az észlelő korábbi tapasztalatai, szándékai és más tényezők is befolyásolhatják. Ez a megkülönböztetés félrevezető lehet – tudnunk kell, hogy vannak olyan exogén komponensek, amelyek endogén szabályozás alatt állnak.
Egy másik csoportosítási elv funkcióként négy típusú komponenst különböztet meg: 1. eseményeket megelőző negativitások 2. figyelmi modulációval kapcsolatos komponensek 3.információfeldolgozással kapcsolatos válaszok 4. nyelvi funkciókat kísérő válaszok.
Az eseményfüggő potenciálokra hivatkozásnál meg kell adni a komponens latenciáját (az inger után mennyivel jelentkezett), irányát (P-pozitív, N-negatív), az alapvonalhoz vagy más csúcsokhoz viszonyított maximális amplitúdóját és a skalpeloszlást.

### A kiváltott potenciálok ma ismert és beazonosított komponenseinek rövid leírása

#### Vizuális szenzoros EKP-k
- C1 – Az első fő vizuális EKP komponens, maximuma a posterior középvonali elektródákon mérhető, az elsődleges vizuális kéreg (V1) fölött. A C1 hullám 80-100 milliszekundummal (ms) az inger bemutatása után éri el csúcsát, amplitúdója érzékeny az inger fizikai paramétereire, mint például a kontraszt vagy a téri frekvencia. A többi elektromos hullámmal ellentétben nincs pozitív (P) vagy negatív (N) címke az elnevezésében, mert polaritása változhat.
- P1 – A P1 hullám maximuma a laterális okcipitális elektródákról vezethető el, 100-130 ms-mal az inger bemutatása után, bár latenciája nagyban változhat a stimulus kontrasztjától függően. A P1 hullám – extrastriatális eredetéből adódóan – érzékeny az inger fizikai paramétereire, a vizsgált személy téri figyelmére, illetve arousal állapotára, más fentről lefelé folyamatok azonban úgy tűnik, hogy nincsenek hatással a hullám latenciájára vagy amplitúdójára.
- N1 – Több vizuális N1 alkomponens is létezik, a legkorábbi 100-150 ms-mal az inger bemutatása után éri el maximumát az anterior elektródákon, illetve két későbbi N1 komponens is jelentkezik 150-200 ms-mal az inger után, a parietális, továbbá a laterális okcipitális kéreg feletti skalpterületekről elvezetve. Az N1 komponensekre hatással van a téri figyelem. Úgy tűnik, hogy a korai diszkriminációs folyamatok működéséhez köthetők.
- P2 – A vizuális P2 hullám maximuma az anterior és centrális elektródákról vezethető el. Megjelenése egyszerű célingerek feldolgozásával van összefüggésben, tehát ilyen szempontból hasonló a P3 komponenshez, ugyanakkor szemben az utóbbival, a P2 csak egyszerű ingertulajdonságok esetén van jelen.
- N170 – Leírása Jeffrey nevéhez köthető, aki arc- és nem-arc ingereket összehasonlítva azt találta, hogy – elsősorban a jobb félteke fölött – nagyjából 170 ms-mal az arcingerek bemutatása után a laterális okcipitális elektródákon nagyobb negativitás vezethető el, mint nem-arc ingerek esetén. A hullám amplitúdója nagyobb egyenes állásban lévő arcokra, mint fejjel lefelé fordítottakra, illetve megjelenik érzelmi arckifejezések és emberi test bemutatására is. Bár ezen eredmények alapján a területet elnevezték fusiform arcérzékeny területnek (FFA – Fusiform Face Area), újabb kutatások arra engednek következtetni, hogy – bár az emberi arc preferenciája veleszületett – az N170 komponens megjelenik más, ismerős ingerekre is, így például hasonló aktivitásváltozás mutatható ki akkor is, ha autószakértő személyeknek autókat mutatnak be, mint vizuális ingereket, míg ez a változás elmarad olyan embereknél, akik nem jártasak ezen ingerek diszkriminálásában. Ezek alapján ma már az FFA területet és az N170 hullámot nem az arcok feldolgozásához, hanem a nagy jártasságot kívánó, ismerős ingerek észleléséhez kötik.

#### Auditoros szenzoros válaszok
- BER – Az agytörzsi kiváltott válaszok (Brainstem Evoked Responses) egyszerű hangingereket (pl. kattogó hangok) követő, korai pozitív komponensek sorozatai, melyek az agytörzs különböző területeiről vezethetők el az inger bemutatását követő 10-20 ms-ban, így a hallópályák működéséhez köthetők. Éppen ezért, fő alkalmazási területe a klinikai gyakorlatra irányul, elsősorban csecsemők és kisgyermekek hallásának vizsgálatával, az idegrendszer műtét közbeni megfigyelésével, illetve demielinizációs betegségek feltérképezésével. Amplitúdójára és latenciájára nem hat az alvás, a figyelem, szedatív szerek használata, az altatás vagy a mozgás, így gyakorlati alkalmazása nagymértékben könnyű. A különböző BER válaszok római számokkal (I-VII) jelöltek, attól függően, hogy mely idegrendszeri területen mérhető a maximumuk.

A BER-t számos középlatenciájú komponens követi (pl. auditoros P1), nagyjából az ingerbemutatás után 50 ms-mal. Maximum amplitúdójuk az elsődleges auditoros, illetve frontocentrális területekhez köthetők. Figyelmi hatások már észlelhetők a középlatenciájú hullámok szintjén, de más fentről lefelé folyamatok még nincsenek befolyással ezekre a kiváltott válaszokra.
- N1 – A vizuálishoz hasonlóan, az auditoros N1 is számos további komponensre bontható. Frontocentrális komponense 75, vertex-maximum potenciálja 100, míg laterális komponense az ingerbemutatás után 150 ms-mal éri el csúcsát. Figyelmi hatások érvényesülnek az N1 komponensen.
- MMN – Az eltérési negativitás (MisMatch Negativity) akkor figyelhető meg, ha egy sor bemutatott, hasonló inger (standard) között megjelenik egy eltérő (deviáns). Az MMN egy negatív hullámkomponens, mely a deviáns inger bemutatása után 160-220 ms-mal jelentkezik, centrális középvonali maximummal. Bár számos más komponens is érzékeny a feladat-releváns eltérésekre, az MMN hullám akkor is kiváltódik, ha a személyek figyelme máshova irányul, és a szabálysértés nem tudatosul, így az eltérési negativitást egy viszonylag automatikus folyamat eredményeként kezelik, mely a beérkező ingereket veti össze a korábbi ingerek szenzoros emléknyomaival.

#### Szomatoszenzoros kiváltott potenciálok
- SSEP – A szomatoszenzoros kiváltott potenciálok (SomatoSensory Evoked Potentials) korai, negatív, szenzoros kiváltott válaszok, melyek 20 ms-mal az inger bemutatása után érik el maximumukat. Kiváltásához általában a perifériás idegrendszer elektromos ingerlését használják. Latenciája és maximum amplitúdójának helye változhat, attól függően, hogy a test mely részét ingerlik, illetve megváltozhat alvás vagy altatás közben. Elsősorban klinikai felhasználása jellemző: neurológiai betegségek diagnózisára, kómás betegek állapotfelmérésére, továbbá műtéti eljárások során alkalmazzák.

#### N2 komponensek
- N2 – Az N2 komponens egy negatív komponens, mely 200-350 ms között éri el a csúcsát. Általában a P3a-P3b komponensekkel együtt vizsgálják, de kisebb a maximum amplitúdója. Frontocentrális csúcsa auditoros ingerek bemutatása esetén a legnagyobb, 180 ms-mal az inger bemutatása után, míg vizuális stimulus esetén ez temporo-okcipitális területeken mérhető, 250 ms-mal az inger bemutatása után. Az N2 hullám több alkomponensre bontható.
- N2a – Repetitív, nem-célingerek bemutatása kivált egy alap N2 komponenst, mely amplitúdója deviáns ingerek hatására megnő. Ezt a megnövekedett amplitúdóval rendelkező, feladat-irreleváns deviáns stimulus esetén jelentkező hullámot nevezik N2a-nak, vagy MMN-nek. Ennek a komponensnek a kiváltása nem feltétlen kíván figyelmi folyamatokat, illetve nem jár együtt P3 komponenssel. Eredetileg az auditoros modalitásban figyelték meg, de számos próbálkozás történt a „vizuális MMN” leírására is.
- N2b – Ha a megjelenő deviáns inger feladat-releváns, egy frontocentrális eloszlású negatív hullám jelenik meg, 180-300 ms-mal az inger bemutatása után. Az N2b komponens bilaterális, amplitúdója nagyobb kevésbé gyakori elemek hatására (valószínűség-érzékeny), ezért a kategorizációs folyamatokkal hozzák összefüggésbe a megjelenését. Érzékeny továbbá az újdonságingerekre is, de az így kiváltott N2b habituálódik. Maximum amplitúdója nagyobb, ha az inger nagyon eltér a hosszú- vagy a rövid-távú kontextustól. Összefüggésben lehet a kognitív kontrollal, illetve a válaszgátlási folyamatokkal. Gyakran követi P3a komponens. Kiváltható auditoros (centrális területek), és vizuális (posterior részek) feladat-releváns deviáns hatására is. Kiváltása figyelmi folyamatokat kíván.
- N2c – Az N2c hullám megjelenése is kötődik az ingerre irányított figyelemhez. Gyakran követi P3b komponens. Latenciája a reakcióidővel változik, amplitúdója nagyobb célingerekre, mint más ingerekre. A skalpon való elrendeződése modalitás-specifikus, posterior területek feletti maximummal vizuális ingerek esetén, illetve frontocentrális eloszlást követve az auditoros modalitásban. Figyelem-függő komponens.
- N2pc - Az N2pc posterior, az inger helyével ellentétes oldalon megjelenő hullámot. Ez a komponens nem valószínűség-érzékeny, megjelenése a célingerre irányított téri figyelemmel, illetve a zavaró ingerek elnyomásával van összefüggésben, főleg nehéz diszkriminációs folyamatokat igénylő feladatok elvégzése során. A zavaró ingerek eltávolítása esetén, és így a keresési folyamatok megszüntetésével a hullám nem váltódik ki, még akkor sem, ha a célinger tulajdonságai komplexek.

#### P3 komponensek
- A P3, vagy P300 komponens kiváltásához általában az odd-ball (kakukktojás) paradigmát használják. A hullám az inger prezentálása után 300-600 ms-mal éri el a maximumát. Megkülönböztetjük a P3a (dopaminerg pálya működése), P3b (noradrenerg pálya) és P3f alkomponenseket, de a szakirodalomban elterjedt, egyszerű P3 elnevezés általában a P3b komponensre utal. Bár a P3 komponensek megjelenése általában együtt jár döntéshozással és bizonyos szintű tudatos feldolgozással, nincs felettük tudatos kontroll. A P3 hullám több modalitásban is kiváltható. Életkorral csökken az amplitúdója, illetve megjelenése eltérést mutat számos neurológiai (pl. Alzheimer-kór, Parkinson-kór, HIV-dementia), pszichiátriai (pl. OCD, szkizofrénia, alkoholizmus, depresszió) és más egyéb (pl. diszlexia, narkolepszia) állapot esetén.
- P3a – A frontocentrális eloszlású P3a hullám, mely érzékeny az inger kontextusára, ritka, nem-célingerekre jelentkezik a legnagyobb amplitúdóval, gyorsan habituálódik. Megjelenése a feladattal kapcsolatos figyelmi működésekkel hozható összefüggésbe. A P3a komponens gyakran eltűnik frontális sérült betegeknél. A P3 hullám ezen összetevőjét megpróbálták felhasználni hazugságdetekciós-eljárásokhoz, megjelenése azonban inkább együtt jár a többletjelentéssel bíró információk kezelésével, mint a hazugsággal.
- P3b – Parietális maximumú hullám, mely akkor jelenik meg, ha a célinger nagyon meglepő, vagy nem várt. Nem habituálódik. Megjelenését a figyelmi folyamatokkal, memória-frissítéssel, illetve az ingerkontextus feldolgozásával hozzák összefüggésbe. Latenciája függ az ingerfeldolgozáshoz szükséges időtől és az abba fektetett erőfeszítéstől. Amplitúdója érzékeny az inger megjelenésének valószínűségére, minél ritkább egy stimulus, annál nagyobb maximummal jelentkezik, ugyanakkor a hullám amplitúdója csökken, ha a személyek nem biztosak benne, hogy az adott inger célinger vagy sem.

#### Nyelvi kiváltott válaszok
- ELAN – A korai bal oldali anterior negativitás (Early Left Anterior Negativity) a nyelvi feldolgozáshoz köthető, gyorsan, mintegy 100-300 ms-mal egy grammatikai sértés (kifejezések struktúrájának megszegése) után megjelenő hullám. Bár az ily módon kiváltott válasz amplitúdója nagyobb a bal oldalon, megjelenése lehet kétoldali is.
- N400 – Az N400 komponens centrális-parietális eloszlást követ 300-500 ms-mal az inger bemutatása után, általában nagyobb amplitúdóval a jobb, mint a bal félteke fölött, bár hasított-agyú betegek esetei azt mutatják, hogy a hullám megjelenése bal-félteke függő. Kiváltója a szemantikus elvárások megsértése, így tehát mondatok feldolgozása esetén a mondat utolsó szavát követően jelenik meg. Szemantikailag helyes, ugyanakkor ritka szavak, szópárok vagy mondatok is kiváltják a hullámot. Annál nagyobb a komponens amplitúdója, minél durvább sértés történt.

Bár az N400 tipikusan egy nyelvi kiváltott válasz, nem-nyelvi tartalmak hatására is megjelenhet, így például olyan vonalrajzok látványa esetén is, melyek nem illenek bele a rajzolt kontextusba.
- P600/SPS – A szintaktikai pozitív eltolódás (Syntactic Positive Shift) szintaktikai sértés, a mondat értelmezését nehezítő grammatikai hibák/szerkezetek, illetve „gardenpath-mondatok” hatására megjelenő, kései kognitív kiváltott potenciál. Kiváltható vizuális (olvasás) és auditoros (beszéd hallgatás) modalitásban is. A nyelvi hiba után 500-600 ms-mal éri el maximumát, általában a centro-parietális elektródákon, de egyes vizsgálatok frontális, illetve posterior-temporális csúcsamplitúdójú P600-ról is beszámolnak. Olyan komplex nyelvi szerkezetek feldolgozását kíséri, melyekhez nagyobb erőfeszítés szükséges, akár újraaktiválva/felülvizsgálva a hallottakat a helyes jelentés elérése érdekében.

#### Hiba detekció
- ERN – A hibázási negativitás (Error-related Negativity) kiváltható vizsgálati helyzetben, amikor a személyek inkorrekt választ adnak. Frontocentrális eloszlású hullám (ACC – anterior cinguláris kéreg), mely 50 ms-mal a válaszadás után éri el maximumát. Nem magához az ingerhez, hanem a válaszhoz kötött. Az ERN nem csak hibázás esetén váltható ki, hanem az inkorrekt válaszra adott negatív feedback által is, továbbá akkor, ha más személyeket látunk hibás választ adni. Az ERN megjelenése a válaszok monitorozását, illetve a szándékolt és a valós válasz közötti konfliktust jelzi. Amplitúdójának maximuma nagyobb, ha a válasz reakcióideje gyorsabb, jelezve az elhamarkodott feldolgozást.
- ERP – A hibázási negativitást gyakran követi egy pozitív komponens is (ERP, Error-related Positivity). Míg a hibázási pozitivitás esetén a hiba elkövetése mindig tudatosul, és együtt jár a hibázás élményével, ez a hibázási negativitás esetén nem minden esetben van így.

#### Válasz-függő kiváltott potenciálok
- LRP – A lateralizált készenléti potenciál (Lateralized Readiness Potential) akkor jelentkezik, ha a személyeknek motoros választ kell adniuk egy feladat elvégzése közben, és ennek kivitelezésére fel vannak készülve. Az LRP néhánytól több száz ms-mal a tényleges mozgásválasz elindítása előtti lassú, negatív hullám a frontális-centrális (pl. elsődleges motoros kéreg) területeken. Megjelenése a motoros választ adó testrésszel ellentétes féltekéhez köthető, követi a Homonculus elrendeződését a kérgen, így jól használható kognitív vizsgálatok kivitelezéséhez, hiszen ily módon könnyen elkülöníthető más eseményhez kötött potenciáloktól. Minél nagyobb az amplitúdója az inger bemutatásának pillanatában, annál gyorsabb lesz az ingert követő motoros válasz, továbbá van egy LRP-küszöb, ami felett az előkészített mozgás mindenképpen végrehajtódik, sokak szerint megkérdőjelezve ezzel a szabad akarat meglétét embereknél. Több komponense van, a koraiak nem érik el a tudatosulás szintjét.
- CNV – Az eseményfüggő negatív változás (Contingent Negative Variation) egy kiterjedt, lassú negatív potenciálváltozás a frontális és parietális területek feletti skalpelektródákon. Olyan kísérleti paradigmák esetén váltható ki, amikor a célingert megelőzi egy jelzőinger. A jelzőinger hatására a személy felkészül a célinger feldolgozására, illetve az arra adott válaszra. A CNV hullám diagnosztikai jelentőséggel bír számos kórkép esetén (pl. Parkinson-kór, epilepszia, skizofrénia).

## Műtermékek
A nem agyi eredetű elektromos jeleket műterméknek (artefaktumnak) nevezzük. Az EEG regisztrátum szinte mindig tartalmaz ilyen artefaktumokat. Mivel ezekben az esetekben az EEG-görbe abnormálisnak vagy akár epileptiformnak tűnik, könnyen megtévesztheti a szakértőket a jelek interpretálásában. A szakértőknek ilyenkor arra kell törekedniük, hogy beazonosítsák a környezeti és/vagy biológiai eredetű műtermékeket, megbizonyosodva ezzel arról, hogy az EEG-jelek nem utalnak abnormális kérgi tevékenységre.

### Biológiai műtermékek
- Szemmozgások (EOG): a műtermékek cornea és a retina közötti feszültségkülönbségből, a mikroszakkádok által keltett elektromiografikus potenciálból, valamint a reflex jellegű pislogásokból fakad. A szemhéjak mozgása jellegzetes, Kappa-hullámként jelenik meg az EEG-n a prefontális elvezetéseknél, amely hullámok 4–13 Hz-es sávszélességben regisztrálhatóak. (A Kappa-hullámot eredetileg kérgi eredetűnek hitték, ezért manapság már nem használják rá ezt a kifejezést.)
- Kardiális műtermékek (EKG): az EKG-t érdemes regisztrálni EEG-vizsgálat alatt, hogy információt nyerhessünk a szív és az agy kapcsolatáról. Az EKG műtermékek igen gyakoriak, és gyakran összetéveszthetőek a tüskehullám-aktivitással.
- Izommozgások (EMG): a skalp frontális izmainak mozgásából eredő műterméket photomyoclonikus válasznak nevezik, amely fényinger hatására következik be. A myogenikus műtermékek izom-összehúzódásokkor vezethetőek el, dominánsan a temporális és frontopoláris területekről.
- Nyelvmozgások: a műtermék a nyelv gyökere és hegye közötti feszültségkülönbségből fakad. Az apró nyelvmozgások is látható nyomot hagynak az EEG-n, különösen igaz ez Parkinson-kórban szenvedő betegekre.

### Környezeti műtermékek
Ezek a műtermékek vagy a műtermékek forrása általában nehezen azonosíthatóak.
- Elektromos műtermékek: a műtéti úton beültetett elektromos készülékek (pl. pacemaker), az intenzív és klinikai osztályokon található műszerek és berendezések (akár egy elektromos ágy) is növelhetik az EEG-n a háttérzaj arányát. A telefonvonalak is interferálhatnak az EEG-vel.

## Az EEG előnye és hátránya
Az EEG legfőbb erénye az, hogy milliszekundumos pontossággal követhetjük az agyban lejátszódó elektromos potenciálváltozásokat, szemben például a PET-tel vagy az fMRI-vel melyek jobb téri felbontással bírnak, de időbeli felbontásuk jóval rosszabb az EEG-nél. Az EEG másik előnye, hogy az elektromos kisüléseket direkt módszerekkel tudjuk mérni, szemben más eljárásokkal (pl. fMRI, SPECT), ahol csak a véroxigén-szint változásából, a vérátáramlásból tudunk indirekt módon következtetni az agyi tevékenységekre. Az EEG hátránya rossz térbeli felbontásában rejlik, mivel az EEG aktivitás mindig egy hatalmas mennyiségű neuronpopuláció szinkronizált, összegzett aktivitását mutatja. A forrásanalízis nehézségét az inverz probléma foglalja össze (Herman von Helmholtz nevéhez köthető), amelynek lényege, hogy ha egy gömbszerű test felszínén elektromos aktivitást regisztrálunk, akkor ebből egyértelműen nem lehet visszakövetkeztetni az aktivitás forrására, mivel a felszíni aktivitásmintázatnak elvileg végtelen számú forrás feleltethető meg. A pontos forrásanalízis a mai napig nem megoldott probléma, ugyanakkor számos inverz dipólus modellt, globális algoritmusokat alakítottak ki, valamint a gömb helyett MRI-adatbázisokon alapuló modelleket használnak fel.

## Lásd még
- Numerikus képességek idegrendszeri alapjai
- LORETA eljárás
- Intelligencia mérése agyi képalkotó eljárásokkal